# Praga Grand
Der Praga Grand war ein Wagen der Oberklasse, der von 1912 bis 1932 in etlichen Varianten gebaut wurde.

## Geschichte

### 1. bis 13. Serie mit Vierzylindermotor
1. Serie: Der wassergekühlte Vierzylindermotor mit stehenden Ventilen hatte 3,8 l Hubraum bei 90 mm Bohrung und 150 mm Hub und entwickelte 45 PS (33 kW) bei 1800/min. Das Getriebe hatte 4 Vorwärtsgänge und einen Rückwärtsgang. 1912 wurden 25 Fahrzeuge hergestellt und zum Listenpreis von 20.000 österreichischen Kronen verkauft.
2.-8. Serie: Die Leistung stieg auf 48 PS (35 kW) bei 1900/min.
Die Länge des Fahrzeugs war bei den einzelnen Serien unterschiedlich, zwischen 4,47 und 4,71 m. Es entstanden 50 Autos 1913, 40 Autos 1914, 30 Autos 1915, 80 Autos 1916 und 210 Stück 1917, zusammen also 410 Stück. 1917 kostete der Praga Grand 25.000 Kronen.
Das Fahrzeug war im österreichisch-ungarischen Heer ab 1914 bei höheren Stäben als Kommandeursfahrzeug eingeführt. Ab September 1913 lief es auch als Batteriekommandantenwagen bei den 30,5-cm-Mörser-Batterien, die nur mit motorisiertem Zug bewegt werden konnten. 1916 wurde an den österreichischen Kaiser ein Fahrzeug geliefert.
Serie 8/II: 1919 wurden sieben Grand mit einer Länge von 4,70 m, sonst gleich den Vorgängern, gebaut. Das Fahrzeug kostete 240.000 Tschechoslowakische Kronen.
Serie 9–10: 201 Stück von 1920 bis 1921. Die Motorleistung stieg auf 53 PS (39 kW) bei 2000/min, der Verbrauch auf 23–25 Liter Benzin und 0,3 l Öl auf 100 km.
Serie 10/II–13: 300 Stück von 1922 bis 1925. Die Motorleistung stieg auf 62 PS (46 kW) bei 2400/min, der Benzinverbrauch konnte auf 18–22 Liter auf 100 km gesenkt werden. Der Preis des Autos lag bei 130.000 bis 150.000 Kronen, also doppelt so hoch wie der des Praga Alfa. Unter anderem fuhr der Präsident der tschechoslowakischen Republik einen Praga Grand.

### Ungarische Lizenzproduktion
Von 1913 bis 1927 stellte die Firma Rába in Raab (ung. Győr) ca. 200 Praga Grand in Lizenz her, ursprünglich deshalb, weil die Produktionskapazitäten bei Praga für den Bedarf des österreichisch-ungarischen Heeres nicht ausreichten.

### 14. bis 18. Serie mit Achtzylindermotor
Serie 14–15: Der Wagen erhielt einen neuen Reihen-Achtzylindermotor, wieder mit stehenden Ventilen und 3,4 l Hubraum (Bohrung × Hub 70 × 110 mm), der 60 PS (44 kW) bei 3000/min entwickelte, und eine neue Karosserie. Der Benzinverbrauch sank auf 18–20 l/100 km. Das vollständig fertiggebaute Auto kostete bis zu 140.000 Kronen. Von 1927 bis 1928 entstanden 152 Fahrzeuge. In den Jahren 1928 bis 1930 sollen ca. 100 Stück (?) in Auschwitz bei Oświęcim-Praga montiert worden sein, was allerdings etwas hochgegriffen scheint.

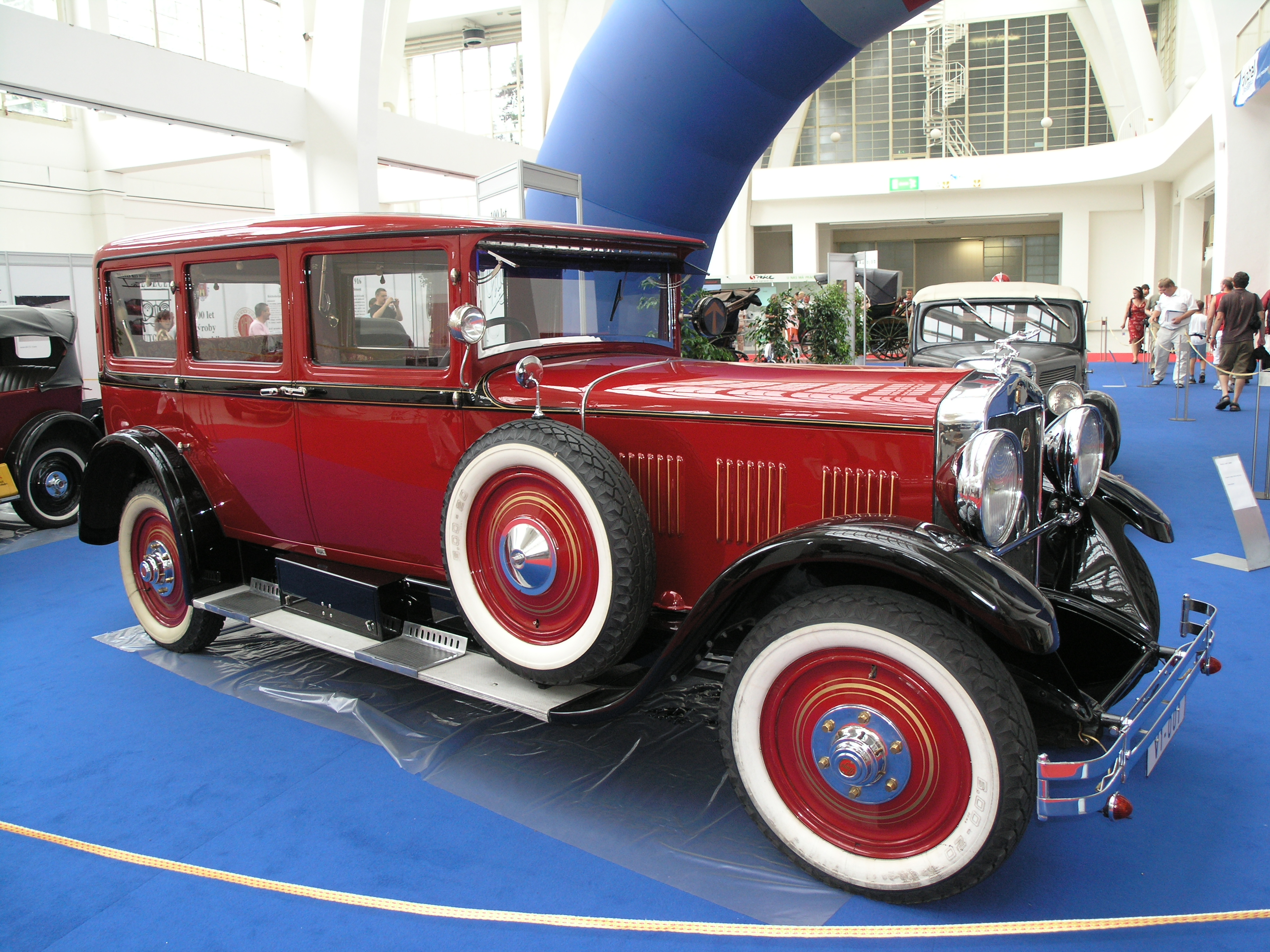
Restaurierter Praga Grand Baujahr 1929

Serie 16: 100 Stück im Jahr 1929. Die Bohrung stieg auf 72 mm, die Motorleistung auf 70 PS (51 kW).
Serie 17–18: Die letzte Ausführung des Praga Grand. Die Bohrung wurde auf 80 mm vergrößert, die Leistung stieg auf 87 PS (64 kW) bei 3400/min, der Benzinverbrauch auf 22–24 Liter/100 km. Einige Fahrzeuge hatten (wohl für besondere Repräsentationszwecke) eine vergrößerte Karosserie von 5,70 m Länge und 1,825 m Breite. 1931–1932 entstanden 48 Fahrzeuge. Damit endete die Produktion des Praga Grand, Nachfolger wurde der Praga Golden.

## Technische Daten
Nachfolgend eine Übersicht über die technischen Daten der einzelnen Varianten:
| Typ            | Leermasse (kg) | Länge (m) | Breite (m) | Radst. (m) | Zylinder | Hubraum (cm³) | Leistung (PS) | Höchstgeschwindigkeit (km/h) |
| -------------- | -------------- | --------- | ---------- | ---------- | -------- | ------------- | ------------- | ---------------------------- |
| 1. Ser.        | 1000           | 4,71      | 1,68       | 3,105      | 4        | 3824          | 45            | 82                           |
| 2.–8. Ser.     | 1000–1100      | 4,47–4,71 | 1,68       | 3,105      | 4        | 3824          | 48            | 90                           |
| 9.–10/I. Ser.  | 1130           | 4,80      | 1,72       | 3,295      | 4        | 3824          | 53            | 95                           |
| 10/2.–12. Ser. | 1130           | 4,4,80    | 1,72       | 3,295      | 4        | 3824          | 62            | 100                          |
| 13. Ser.       | 1400           | 4,80      | 1,72       | 3,295      | 4        | 3824          | 62            | 100                          |
| 14.–15. Ser.   | 1250           | 5,02      | 1,65       | 3,45       | 8        | 3392          | 60            | 95                           |
| 16. Ser.       | 1350           | 5,025     | 1,65       | 3,45       | 8        | 3580          | 70            | 100                          |
| 17.–18. Ser.   | 1400–1570      | 5,28–5,70 | 1,76       | 3,60       | 8        | 4423          | 87            | 110                          |